# René Briau
René Briau est un médecin et helléniste français né le 23 novembre 1810 au Louroux-Béconnais et mort le 22 août 1886 à Paris.

## Biographie
René Marie Briau est élève à l'École préparatoire de médecine d’Angers puis à la Faculté de médecine de Paris, obtenant son doctorat en médecine en 1836.
S'intéressant à l’hydrothérapie, il assure les fonctions d'inspecteur des eaux de Cauterets (Hautes-Pyrénées) et celles de médecin consultant de l'établissement des Eaux-Bonnes (Pyrénées-Atlantiques). 
Helléniste reconnu, il se consacre l'histoire de la médecine chez les Grecs et chez les Romains. Il publie une édition des œuvres de Paul d'Égine. Il devient bibliothécaire de l'Académie de médecine en 1855.

## Publications
- Introduction de la médecine dans le Latium et à Rome (1885)
- L'archiâtrie romaine ou La médecine officielle dans l'Empire romain, suite de l'Histoire de la profession médicale	(1877)
- Du service de santé militaire chez les Romains	(1866)
- Sur quelques difficultés de diagnostic dans les maladies chroniques des organes pulmonaires (1859)
- Coup d'oeil sur la médecine des anciens Indiens (1858)
- Considérations pratiques sur la goutte	(1843)

## Sources
- Pierre Larousse, Grand Dictionnaire universel du XIXe siècle, 1887
- Ernest Glaeser, Biographie nationale des contemporains, 1878